# Idromagnesite
L'idromagnesite (simbolo IMA: Hmgs) è un minerale appartenente alla famiglia dei "carbonati e nitrati" con composizione chimica Mg5(CO3)4(OH)2 • 4H2O.

## Etimologia e storia
Per il minerale fu proposto inizialmente il nome magnesia alba prende il suo nome nel 1827 a opera di Hans Gabriel Trolle-Wachmeister (1782–1871); successivamente Franz von Kobell ha proposto il nome idromagnesite poiché il minerale è un idrato di carbonato di magnesio, termine ancora usato oggi.

## Classificazione
La classica nona edizione della sistematica dei minerali di Strunz, aggiornata dall'Associazione Mineralogica Internazionale (IMA) fino al 2009, elenca l'idromagnesite nella classe "5. Carbonati (nitrati)" e nella sottoclasse "5.D Carbonati con anioni aggiuntivi, con H2O"; questa viene ulteriormente suddivisa in base alla dimensione dei cationi coinvolti, in modo tale da trovare l'idromagnesite nella sezione "5.DA Con cationi di media dimensione" dove insieme a dypingite, widgiemoolthalite e giorgiosite forma il sistema nº 5.DA.05.
Tale classificazione viene mantenuta anche nell'edizione successiva, proseguita dal database "mindat.org" e chiamata Classificazione Strunz-mindat.
Nella Sistematica dei lapis (Lapis-Systematik) di Stefan Weiß l'idromagnesite si trova nella classe dei "nitrati, carbonati e borati" e nella sottoclasse dei "carbonati idrati, con anioni estranei" dove forma il sistema nº V/E.01 insieme a widgiemoolthalite, dypingite, giorgiosite, clorartinite, artinite, indigirite, coalingite e brugnatellite.
Anche la classificazione dei minerali secondo Dana, usata principalmente nel mondo anglosassone, elenca l'idromagnesite nella famiglia dei "carbonati, nitrati e borati"; qui è nella classe dei "carbonati - idrossilici o alogeni" e nella sottoclasse con lo stesso nome, in modo tale da trovare l'idromagnesite nella sezione nº 16b.07.01 insieme alla widgiemoolthalite.

## Abito cristallino
L'idromagnesite cristallizza nel sistema monoclino nel gruppo spaziale P21/c (gruppo nº 14) con i parametri di cella a = 10,105(5) Å, b = 8,954(2) Å, c = 8,378(4) Å e β = 114,44(5)°, oltre ad avere 2 unità di formula per cella unitaria.

## Origine e giacitura
L'idromagnesite si forma come incrostazione e riempimento di fratture in rocce ultramafiche alterate e in serpentiniti, ma anche in xenoliti dolomitici e marmi alterati idrotermalmente a bassa temperatura; è comune nelle grotte come componente di latte di monte e speleotemi. La paragenesi è con aragonite, artinite, brucite, calcite, cromite, dolomite, magnesite, opale, periclasio e piroaurite.
L'idromagnesite è stata trovata in numerosi siti sparsi per il mondo. La sua località tipo è "Castle Point" (40.745°N 74.02333°W) presso Hoboken (New Jersey, Stati Uniti).

## Forma in cui si presenta in natura
L'idromagnesite si presenta in cristalli aciculari o lamellari, appiattiti su {100}, di dimensioni fino a 10 cm.
Il minerale è da trasparente a traslucido, con lucentezza che varia tra il vitreo, il serico e il grasso. Il colore è bianco, ma può essere anche incolore; bianco è anche il colore del suo striscio.

## Proprietà
Al di sopra di circa 200 °C, l'idromagnesite si decompone, rilasciando acqua e anidride carbonica; ciò che rimane è ossido di magnesio.

## Utilizzi
L'idromagnesite viene lavorata industrialmente insieme all'huntite per produrre ritardanti di fiamma inorganici.
Il minerale ha la proprietà di decomporsi endotermicamente sotto stress termico, rilasciando acqua e anidride carbonica. Ciò impedisce la propagazione del fuoco quando viene utilizzato nella plastica.
L'ossido di magnesio rimane un prodotto solido di decomposizione. La decomposizione inizia a 200 °C, che è una temperatura bassa per i ritardanti di fiamma, il che rappresenta un vantaggio rispetto ad altri ritardanti di fiamma come l'idrossido di alluminio.